# Brandon Moreno
Brandon Moreno (ur. 7 grudnia 1993 w Tijuanie) – meksykański zawodnik mieszanych sztuk walki. Były mistrz WFF (2014-2016) oraz LFA (2019) w wadze muszej. Były trzykrotny mistrz UFC w wadze muszej (2021-2022), (2022-2023 – tymczasowy), (2023).

## Życiorys
Urodził się i wychował w Tijuanie, w Meksyku, w skromnej rodzinie prowadzącej interes z piniatami. W wieku dwunastu lat zrzucić wagę, więc jego matka zapisała go do lokalnego klubu Entram, gdzie zaczął trenować mieszane sztuki walki. Pomimo wcześniejszych zamiarów uczęszczania do szkoły prawniczej i zostania prawnikiem, postanowił skupić się wyłącznie na swojej karierze w mieszanych sztukach walki.

## Kariera MMA

### Wczesna kariera
Zadebiutował w MMA w swoim rodzinnym Meksyku w kwietniu 2011 roku. Przez następne dwa lata zgromadził 6 zwycięstw i 3 porażki.
W 2014 roku zadebiutował w organizacji World Fighting Federation. Będąc niepokonanym z rekordem 5-0 zdobył mistrzostwo w wadze muszej, co doprowadziło do tego, że został wybrany do 25 sezonu turnieju amerykańskiego reality show, The Ultimate Fighter.

### The Ultimate Fighter
W lipcu 2016 roku był uczestnikiem programu The Ultimate Fighter: Tournament of Champions. Został wybrany jako członek drużyny Benavidez. W fazie wstępnej zmierzył się z Alexandre Pantoją i przegrał walkę przez decyzję.

### Początki w UFC
W trakcie trwania swojego sezonu programu The Ultimate Fighter zadebiutował w największej amerykańskiej organizacji. W debiucie zmierzył się z Louisem Smolką na UFC Fight Night: Lineker vs. Dodson 1 października 2016. Wygrał walkę przez poddanie w pierwszej rundzie. Zwycięstwo to przyniosło mu pierwszy bonus za występ wieczoru.
W swojej drugiej walce dla organizacji zmierzył się z Ryanem Benoitem 3 grudnia 2016 roku na The Ultimate Fighter: Tournament of Champions Finale. Wygrał walkę przez niejednogłośną decyzję.
2 kwietnia 2017 roku na UFC Fight Night 108 doszło do jego walki z Dustinem Ortizem. Wygrał walkę przez poddanie w drugiej rundzie i otrzymał drugi w karierze bonus za występ wieczoru.
5 sierpnia 2017 roku na UFC Fight Night 114 zmierzył się z Sergio Pettisem. Przegrał przez jednogłośną decyzję sędziów. Po walce przeszedł pozytywny test na klenbuterol z próbki moczu pobranej dzień po walce, w dniu 6 sierpnia 2017 roku. USADA ustaliła, że obecność klenbuterolu u Moreno prawdopodobnie wynikała ze skażonego klenbuterolem mięsa, które spożywał w Meksyku, dlatego nie został ukarany.
7 kwietnia 2018 roku na UFC 223 miał zawalczyć z Rayem Borgiem, ale walka została odwołana po tym, jak Borg został zraniony szkłem z szyby autobusu, który został rozbity przez Team SBG. Pojedynek przełożono na przypadającą 19 maja 2018 roku galę UFC Fight Night 129. Borg wycofał się jednak z walki, aby zająć się swoim dzieckiem po operacji mózgu, a jego miejsce zajął Alexandre Pantoja. Moreno ponownie przegrał walkę przez jednogłośną decyzję. W wywiadzie z 2019 roku powiedział, że został zwolniony z UFC pod koniec 2018 roku.

### Legacy Fighting Alliance
Po odejściu z UFC podpisał kontrakt na wiele walk z inną organizacją Legacy Fighting Alliance. W debiucie zadebiutował przeciwko panującemu mistrzowi wagi muszej Maikelowi Perezowi na LFA 69 w dniu 7 czerwca 2019. Wygrał walkę przez techniczny nokaut w czwartej rundzie, zdobywając mistrzostwo.

### Powrót do UFC
21 września 2019 roku powrócił do amerykańskiego giganta mierząc się z debiutującym w organizacji Askarem Askarowem na UFC on ESPN+ 17. Wyrównana walka zakończyła się niejednogłośnym remisem.
Następnie skrzyżował rękawice z nowozelandczykiem, Kai Karą-France na UFC 245. Zwyciężył jednogłośną decyzją sędziów.
W taki sam sposób zwyciężył z następnym rywalem – Jussierem Formigą, z którym zawalczył 14 marca 2020 na UFC Fight Night 170.
W pierwszej walkę ze swojego nowego kontraktu miał zmierzyć się z Alexem Perezem 21 listopada 2020 roku na UFC 255. W późniejszym czasie ogłoszono, że rywal zastąpił kontuzjowanego Cody Garbrandta, który miał się zmierzyć z Deivesonem Figueiredo o mistrzostwo UFC w wadze półciężkiej na UFC 255 i wycofał się z powodu kontuzji bicepsa. Zamiast tego Moreno zmierzył się z Brandonem Royval. W pojedynku wieńczącym kartę wstępną wydarzenia pokonał rywala przez TKO w ostatniej sekundzie pierwszej rundy.

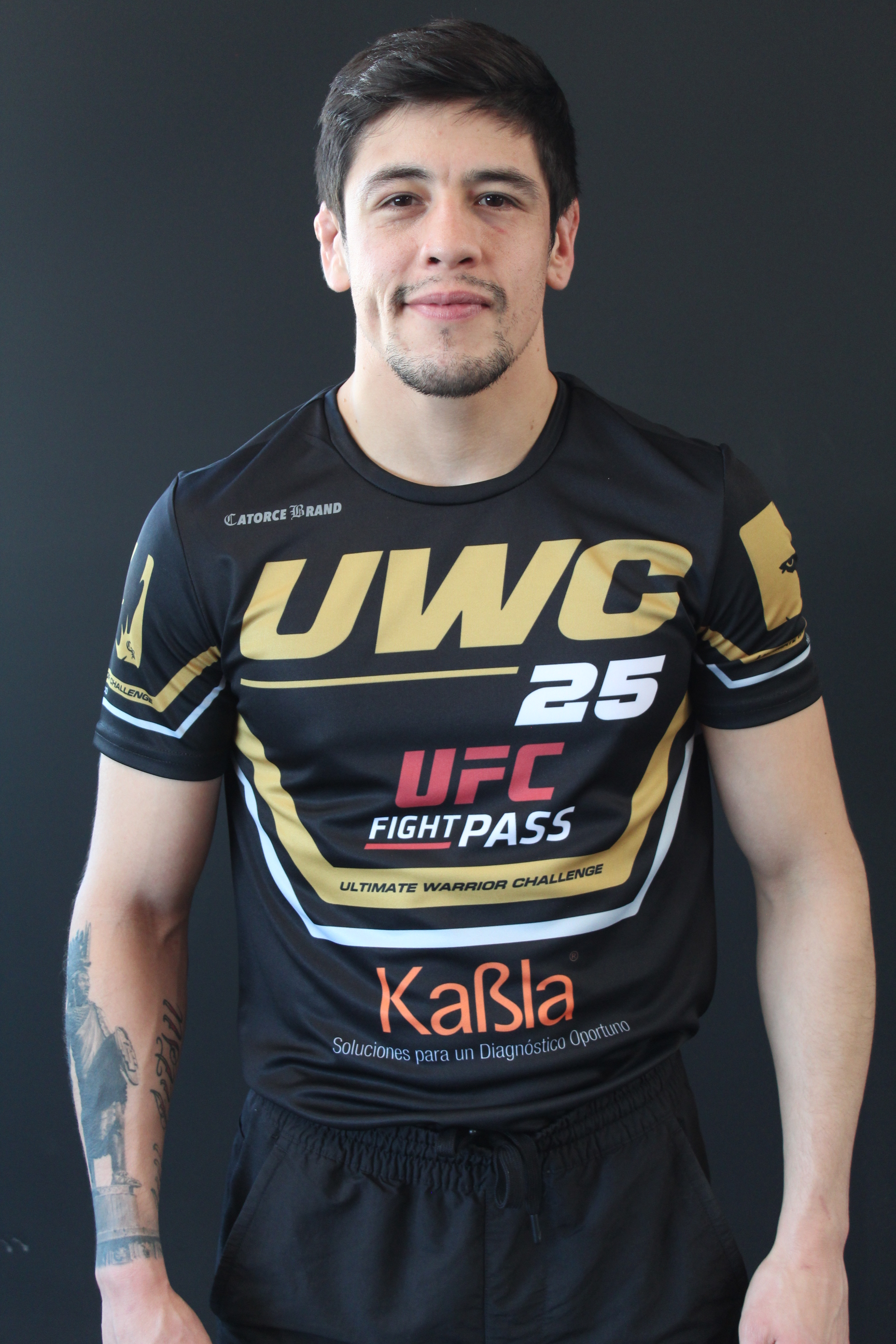
Moreno w 2021

12 grudnia 2020 na UFC 256 doszło do jego walki z Deivesonem Figueiredo o mistrzostwo UFC wagi muszej. W 3 rundzie Brazylijczykowi został odjęty 1 punkt z powodu uderzenia w pachwinę, a walka została ogłoszona remisem większościowym. Pojedynek nagrodzono bonusem za walkę wieczoru.
W drugiej walce z Figueiredo, podczas Co-Main Eventu gali UFC 263 w dniu 12 czerwca 2021 roku Moreno udanie zrewanżował się Brazyliczykowi, odbierając mistrzostwo UFC. Zwyciężył duszeniem zza pleców w trzeciej rundzie. Moreno tym samym stał się pierwszym w historii UFC Meksykańskim mistrzem. Po gali otrzymał od organizacji bonus za występ wieczoru.
11 grudnia 2021 roku na UFC 269 miała odbyć się trylogia z Figueiredo, jednak została ona przeniesiona na UFC 270. Kolejny raz stawką był mistrzowski pas wagi koguciej. Przegrał walkę przez jednogłośną decyzję. Pojedynek ponownie nagrodzono bonusem za walkę wieczoru.
W drugiej walce wieczoru gali UFC 277 doszło do jego walki Moreno z Kai Karą-Francem o tymczasowy pas wagi muszej, ponieważ prawowity mistrz przechodził rehabilitację po doznanej kontuzji. Zwyciężył przez techniczny nokaut w końcówce drugiej rundy, po tym jak trafił kopnięciem na wątrobę oponenta. Organizacja postanowiła nagrodzić pojedynek obu zawodnikiem bonusem za najlepszą walkę wieczoru.
Czwarta walka pomiędzy Moreno i Deivesonem Figueiredo o niekwestionowane mistrzostwo UFC w wadze muszej odbyła się 21 stycznia 2023 roku na gali UFC 283. Był to pierwszy raz w historii UFC, kiedy dwóch zawodników walczyło ze sobą po raz czwarty. Moreno wygrał walkę i odzyskał tytuł, technicznie nokautując rywala tuż przed czwartą rundą po tym, jak lekarz na ringu przerwał walkę z powodu jego niezdolności do kontynuowania walki.
8 lipca 2023 roku na UFC 290 doszło do jego rewanżu z Alexandre Pantoją. Moreno ponownie przegrał z Brazylijczykiem, tym razem przez niejednogłośną decyzję, tracąc tytuł. Ta walka przyniosła mu bonus za walkę wieczoru.
Oczekiwano, że 24 lutego 2024 roku na UFC Fight Night 237 zmierzy się z Amirem Albazi, jednak Albazi wycofał się z nieznanych powodów i został zastąpiony przez byłego pretendenta do tytułu, Brandona Royvala. W pojedynku rewanżowym Moreno przegrał tym razem przez niejednogłośną decyzję sędziów po pięciu rundach.
W marcu 2024 roku ogłosił przerwę od rywalizacji w oktagonie. Pół roku później ogłoszono, że powraca do oktagonu UFC, aby zmierzyć się z Amirem Albazim. Pojedynek odbył się 2 listopada 2024 w kanadyjskim Edmonton. Moreno zwyciężył pojedynek jednogłośnie na kartach punktowych po pięciu odsłonach.
Podczas transmisji UFC 312 oficjalnie ogłoszono, że 29 marca 2025 skrzyżował rękawice ze Steve’em Ercegiem w walce wieczoru gali UFC w Meksyku. Zwyciężył przez jednogłośną decyzję sędziów, którzy punktowali 3x 49-46.

## Osiągnięcia

### Mieszane sztuki walki
- World Fighting Federation
  - 2014-2016: Mistrz WFF w wadze muszej
- Legacy Fighting Alliance
  - 2019: Mistrz LFA w wadze muszej[21]
- Ultimate Fighting Championship
  - 2021-2022: Mistrz UFC w wadze muszej[35]
  - 2022-2023: Tymczasowy mistrz UFC w wadze muszej[57]
  - 2023: Mistrz UFC w wadze muszej[45]

## Lista zawodowych walk MMA
| Wynik     | Bilans | Przeciwnik (bilans przed walką) | Rozstrzygnięcie                                                     | Runda | Czas | Rozgrywki                                            | Data       | Miejsce        | Uwagi                                                                                        |
| --------- | ------ | ------------------------------- | ------------------------------------------------------------------- | ----- | ---- | ---------------------------------------------------- | ---------- | -------------- | -------------------------------------------------------------------------------------------- |
| Wygrana   | 23-8-2 | Steve Erceg (12-3)              | Decyzja (jednogłośna)                                               | 5     | 5:00 | UFC on ESPN: Moreno vs. Erceg                        | 29.03.2025 | Meksyk         | Main Event.                                                                                  |
| Wygrana   | 22-8-2 | Amir Albazi (17-1)              | Decyzja (jednogłośna)                                               | 5     | 5:00 | UFC Fight Night: Moreno vs. Albazi                   | 02.11.2024 | Edmonton       | Main Event                                                                                   |
| Przegrana | 21-8-2 | Brandon Royval (15-7)           | Decyzja (niejednogłośna)                                            | 5     | 5:00 | UFC Fight Night: Moreno vs. Royval 2                 | 24.02.2024 | Meksyk         | Main Event                                                                                   |
| Przegrana | 21-7-2 | Alexandre Pantoja (25-5)        | Decyzja (niejednogłośna)                                            | 5     | 5:00 | UFC 290                                              | 08.07.2023 | Las Vegas      | Stracił pas mistrzowski UFC w wadze muszej. Bonus za walkę wieczoru. Co-Main Event           |
| Wygrana   | 21-6-2 | Deiveson Figueiredo (21-2-1)    | TKO (niezdolność do kontynuowania walki - przerwanie przez lekarza) | 3     | 5:00 | UFC 283                                              | 21.01.2023 | Rio de Janeiro | Zdobył i zunifikował pas mistrzowski UFC w wadze muszej. Main Event                          |
| Wygrana   | 20-6-2 | Kai Kara-France (24-9)          | TKO (kopnięcie na korpus i ciosy)                                   | 3     | 4:34 | UFC 277                                              | 30.07.2022 | Dallas         | Zdobył tymczasowy pas mistrzowski UFC w wadze muszej. Bonus za walkę wieczoru. Co-Main Event |
| Przegrana | 19-6-2 | Deiveson Figueiredo (20-2-1)    | Decyzja (niejednogłośna)                                            | 5     | 5:00 | UFC 270                                              | 22.01.2022 | Anaheim        | Stracił pas mistrzowski UFC w wadze muszej. Bonus za walkę wieczoru. Co-Main Event           |
| Wygrana   | 19-5-2 | Deiveson Figueiredo (20-1-1)    | Poddanie (duszenie zza pleców)                                      | 3     | 2:26 | UFC 263                                              | 12.06.2021 | Glandale       | Zdobył pas mistrzowski UFC w wadze muszej. Bonus za występ wieczoru. Co-Main Event           |
| Remis     | 18-5-2 | Deiveson Figueiredo (20-1)      | Remis (większościowy)                                               | 5     | 5:00 | UFC 256                                              | 12.12.2020 | Las Vegas      | Walka o pas mistrzowski UFC w wadze muszej. Bonus za walkę wieczoru. Main Event              |
| Wygrana   | 18-5-1 | Brandon Royval (12-4)           | TKO (ciosy pięściami)                                               | 1     | 4:59 | UFC 255                                              | 21.11.2020 | Las Vegas      |                                                                                              |
| Wygrana   | 17-5-1 | Jussier Formiga (23-6)          | Decyzja (niejednogłośna)                                            | 3     | 5:00 | UFC Fight Night: Lee vs. Oliveira                    | 14.03.2020 | Brasilia       |                                                                                              |
| Wygrana   | 16-5-1 | Kai Kara-France (20-7)          | Decyzja (niejednogłośna)                                            | 3     | 5:00 | UFC 245                                              | 14.12.2019 | Las Vegas      |                                                                                              |
| Remis     | 15-5-1 | Askar Askarow (11-0)            | Remis (niejednogłośny)                                              | 3     | 5:00 | UFC Fight Night: Rodríguez vs. Stephens              | 21.09.2019 | Meksyk         |                                                                                              |
| Wygrana   | 15-5   | Maikel Pérez (6-1)              | TKO (ciosy pięściami)                                               | 4     | 1:54 | LFA 69                                               | 07.06.2019 | Cabazon        | Zdobył pas mistrzowski LFA w wadze muszej. Main Event                                        |
| Przegrana | 14-5   | Alexandre Pantoja (18-3)        | Decyzja (jednogłośna)                                               | 3     | 5:00 | UFC Fight Night: Maia vs. Usman                      | 19.05.2018 | Santiago       |                                                                                              |
| Przegrana | 14-4   | Sergio Pettis (15-2)            | Decyzja (jednogłośna)                                               | 5     | 5:00 | UFC Fight Night: Pettis vs. Moreno                   | 05.08.2017 | Meksyk         |                                                                                              |
| Wygrana   | 14-3   | Dustin Ortiz (16-6)             | Techniczne poddanie (duszenie zza pleców)                           | 2     | 4:06 | UFC Fight Night: Swanson vs. Lobov                   | 22.04.2017 | Nashville      | Bonus za występ wieczoru                                                                     |
| Wygrana   | 13-3   | Ryan Benoit (9-4)               | Decyzja (niejednogłośna)                                            | 3     | 5:00 | The Ultimate Fighter: Tournament of Champions Finale | 03.12.2016 | Las Vegas      |                                                                                              |
| Wygrana   | 12-3   | Louis Smolka (11-1)             | Poddanie (duszenie gilotynowe)                                      | 1     | 2:23 | UFC Fight Night: Lineker vs. Dodson                  | 01.10.2016 | Portland       | Bonus za występ wieczoru                                                                     |
| Wygrana   | 11-3   | Isaac Camarillo (0-0)           | Poddanie (duszenie zza pleców)                                      | 1     | 1:53 | World Fighting Federation 27                         | 16.04.2015 | Tucson         | Obronił pas mistrzowski WFF w wadze muszej                                                   |
| Wygrana   | 10-3   | Tyler Bialecki (8-5)            | Poddanie (duszenie zza pleców)                                      | 1     | 3:09 | World Fighting Federation 22                         | 25.07.2014 | Tucson         | Obronił pas mistrzowski WFF w wadze muszej                                                   |
| Wygrana   | 9-3    | Matt Betzold (6-3)              | Decyzja (jednogłośna)                                               | 3     | 5:00 | World Fighting Federation 18                         | 07.02.2015 | Chandler       | Obronił pas mistrzowski WFF w wadze muszej. Main Event                                       |
| Wygrana   | 8-3    | CJ Soliven (1-0)                | Poddanie (duszenie zza pleców)                                      | 1     | 0:58 | World Fighting Federation 16                         | 20.09.2014 | Chandler       | Debiut w wadze muszej. Zdobył pas mistrzowski WFF w wadze muszej. Co-Main Event              |
| Wygrana   | 7-3    | Alex Conteras (3-2)             | Poddanie (duszenie trójkątne rękoma)                                | 3     | 1:04 | World Fighting Federation 14                         | 28.06.2014 | Chandler       |                                                                                              |
| Wygrana   | 6-3    | Paul Amaro (3-1)                | Poddanie (duszenie zza pleców)                                      | 2     | 3:01 | MEZ Sports: Pandemonium 9                            | 26.07.2013 | Mission Viejo  |                                                                                              |
| Wygrana   | 5-3    | Jason Carbajal (6-2)            | TKO (ciosy pięściami)                                               | 3     | 1:52 | MEZ Sports: Pandemonium 8                            | 23.03.2013 | Pomona         |                                                                                              |
| Wygrana   | 4-3    | Jesse Cruz (6-2)                | Decyzja (niejednogłośna)                                            | 3     | 3:00 | Xplode Fight Series: Anarchy                         | 22.09.2012 | Valley Center  |                                                                                              |
| Przegrana | 3-3    | Brenson Hansen (2-1)            | Decyzja (jednogłośna)                                               | 3     | 5:00 | CITC 11: Xtreme Couture vs. Southern California      | 28.07.2012 | Biloxi         |                                                                                              |
| Wygrana   | 3-2    | Jonathan Carter (0-0)           | Poddanie (dźwignia prosta na staw łokciowy)                         | 1     | 1:15 | Xplode Fight Series: Hunted                          | 19.05.2012 | Valley Center  |                                                                                              |
| Przegrana | 2-2    | Ron Scolesdang (0-1)            | Decyzja (jednogłośna)                                               | 3     | 5:00 | MEZ Sports: Pandemonium 6                            | 03.03.2012 | Riverside      |                                                                                              |
| Wygrana   | 2-1    | Luis Garcia (1-7)               | Poddanie (dźwignia prosta na staw łokciowy)                         | 1     | 2:21 | UWC Mexico: New Blood 1                              | 29.01.2012 | Tijuana        |                                                                                              |
| Przegrana | 1-1    | Marcos Beristain (0-1)          | Decyzja (jednogłośna)                                               | 3     | 5:00 | UWC Mexico 10: To The Edge                           | 25.06.2011 | Tijuana        |                                                                                              |
| Wygrana   | 1-0    | Atiq Jihad (0-0)                | Poddanie (dźwignia prosta na staw łokciowy)                         | 1     | 2:30 | UWC Mexico 9.5: Iguana                               | 11.04.2011 | Tijuana        | Debiut w MMA                                                                                 |

## Życie prywatne
Jest wielkim fanem Funko Pop i oddanym kolekcjonerem Lego. Wraz z żoną ma trzy córki. Mówiąc biegle po angielsku, jest aktywnym członkiem hiszpańskojęzycznej społeczności mieszanych sztuk walki i prowadzi wiele podcastów w swoim ojczystym języku.